# Path (SNS)
Path（パス）は、2010年に提供が開始されていたスマートフォン用の写真共有・メッセンジャーアプリケーション。
ショーン・ファニングとFacebookの元幹部デイブ・モーリンが設立したソーシャル企業が開発。
2015年5月28日、韓国企業カカオによって買収された。
2018年10月18日をもってアクセスを不可能とし、同年11月15日をもってカスタマーサービスが終了した。

## 概要
2010年11月に、大手SNSFacebookと類似した機能を、人数限定で公開する「クローズドSNS」として提供を開始した。
当初は、繋がることの出来る最大人数は50人だったが、後に人間が安定的な社会関係を維持できる人数の上限とされている、150人に引き上げられた。

## 特徴
- 「家族や親密な友人と繋がり続ける」ことをコンセプトとしている。
- 繋がることのできる人数を、ダンバー数の150人を上限として採用している。
- スマートフォンのみで閲覧が可能。
- 写真や動画、コメントだけでなく、場所や聞いている音楽、起床や就寝を共有できる[6]。

## 利用状況
Path本社は、アメリカのカリフォルニア州サンフランシスコに位置するが、ソーシャルサービスは主に東南アジア、特にインドネシアで多く利用されていた。

## 不祥事
2012年2月8日、Pathは利用者のiPhone内の連絡先データを、無断で同社のサーバーにアップロードしていたことを認めた。
最高経営責任者のデイブ・モーリンは、これについて「ユーザーがPath上で知り合いを探すのを助けるためであり、それ以外の目的には使っていない」と説明した。
同日、Pathはサーバーから収集した連絡先データを削除したと発表し、謝罪した。アプリは、アドレス帳へのアクセスの許諾を求めるダイアログを表示するようにアップデートがなされた。